# Synagoga w Klimontowie
Synagoga w Klimontowie – synagoga znajdująca się w Klimontowie, przy ulicy Szkolnej, w bezpośrednim sąsiedztwie rynku oraz dawnego cmentarza żydowskiego.

## Historia
Synagoga została zbudowana w latach 1846–1851. Podczas II wojny światowej hitlerowcy doszczętnie zdewastowali wnętrze synagogi i następnie urządzili w niej magazyn.
Po zakończeniu wojny budynek synagogi przez wiele lat stał opuszczony i stopniowo popadał w ruinę. W latach 50. w synagodze urządzono skup warzyw i owoców Spółdzielni Ogrodniczo-Pszczelarskiej w Sandomierzu. Wówczas m.in. podmurowano okna, usunięto bimę i oryginalną posadzkę oraz wydzielono osobne pomieszczenie dla pracownika skupu.
W 1979 roku Pracownia Konserwacji Zabytków w Sandomierzu przygotowała pełną dokumentację historyczną budynku. W latach 80. opracowano dokumentację projektową remontu synagogi i adaptacji jej na muzeum Klimontowa i salę widowiskową Gminnego Ośrodka Kultury.
Na początku lat 90. z budżetu wojewody świętokrzyskiego i Ministerstwa Kultury i Sztuki wykonano najbardziej pilne zabiegi konserwatorskie. Jednak później wobec braku funduszy zaniechano dalszych prac. W grudniu 2007 roku usunięto graffiti z fasady synagogi. Obecnie synagoga stoi opuszczona.

## Architektura
Murowany z cegły budynek synagogi wzniesiono na planie prostokąta o wymiarach 17 na 24 metry, w stylu neoklasycystycznym. Elewację frontową zrobi czterokolumnowy joński portyk zwieńczony drewnianym szczytem, na środku którego znajdują się trzy ozdobne, półokrągłe zakończone okna. Portyk nawiązuje do rozwiązań stosowanych w architekturze pałaców i dworów epoki klasycyzmu. Drzwi babińca oraz dwa kwadratowe okna z boku zwieńczone są gzymsem, nad którymi umieszczono płyciny.
Elewacje boczne rozczłonkowane są pilastrami, między którymi znajdują się półokrągłe zakończone okna. Dwuosiowa ściana wschodnia przedzielona jest pilastrem. Całość jest nakryta dachem czterospadowym o konstrukcji wieszarowej.
Wewnątrz w zachodniej części znajduje się prostokątny przedsionek, z którego wchodzi się do kwadratowej głównej sali modlitewnej, nakrytej pozornym sklepieniem zwierciadlanym. W jej wnętrzu na wschodniej ścianie zachowała się wnęka po aron ha-kodesz, która była pierwotnie zwieńczona płaskorzeźbą z wyobrażeniami lwów oraz polichromią przedstawiającą tablice Dekalogu, koronę na Torę i inskrypcje hebrajskie. Na ścianach zachowały się szczątkowe fragmenty bogatych niegdyś malowideł.
Nad przedsionkiem, na piętrze znajduje się babiniec, do którego prowadzą zewnętrzne dwubiegowe schody. Otwarte na salę główną pomieszczenie jest od niej oddzielone parapetem i dwoma kolumnami, które tworzą loggię. Pierwotnie w południowej części przedsionka znajdował się cheder.